# Hillary Janssens
Hillary Janssens (Surrey, 21 luglio 1994) è una canottiera canadese, campionessa olimpica nell'otto a Tokyo 2020.

## Biografia
È nipote dell'hockeista su ghiaccio Mark Janssens.
Ai mondiali di Sarasota 2017 ha vinto l'argento nell'otto, mentre a quelli di Plovdiv 2018 e Ottensheim 2019 ha conquistato rispettivamente l'oro e il bronzo nel 2 senza, in coppia con Caileigh Filmer.
Ha rappresentato il Canada ai Giochi olimpici estivi di Tokyo 2020, dove ha vinto la medaglia di bronzo nel due senza, sempre assieme a Caileigh Filmer.

## Palmarès
- Giochi olimpici

Tokyo 2020: bronzo nel 2 senza;
- Mondiali

Sarasota 2017: argento nell'otto;
Plovdiv 2018: oro nel 2 senza;
Ottensheim 2019: bronzo nel 2 senza;
- Mondiali U23

Varese 2014: bronzo nel 4 senza;
Plovdiv 2015: argento nel 4 senza;
Plovdiv 2017: oro nell'otto;